# Konrad Kaczmarek
Konrad Kaczmarek (ur. 1 marca 1991 roku w Głogowie) – polski piłkarz występujący na pozycji pomocnika.